# XFree86
XFree86은 X 윈도 시스템의 구현체이다. 1990년대와 2000년대 초기의 많은 리눅스 배포판에서 사용되었지만, 2004년 2월의 라이선스 논란 이후로 XFree86의 코드를 기반으로 한 X.Org 서버가 사용되고 있다.

## 라이선스 논란
2004년 2월 발표된 XFree86 4.4에서는 라이선스 변경이 있었는데, 기존의 XFree86에서 사용하던 MIT 라이선스에 추가적으로 '저자에 대한 감사 표시'를 의무적으로 하게 하였다. 이 조항은 과거 BSD 라이선스에 있던 조항과 유사하지만 더 강한 제약을 가지고 있었다. 자유 소프트웨어 재단에서는 해당 라이선스가 GPLv2와는 호환되지 않지만 GPLv3과는 호환된다고 밝혔고, XFree86을 사용하던 많은 프로젝트에서는 해당 조항이 문제가 된다고 판단하였다.
이에 따라, 일부 배포판에서는 라이선스가 변경되기 이전 버전인 4.4RC2를 사용하기도 하였고, 또한 X.Org 서버 등의 4.4RC2를 기반으로 한 새로운 프로젝트가 열리기도 하였다.

## 같이 보기
- XF86Config
- X 윈도 시스템
- X.Org 서버
- 웨이랜드 (디스플레이 서버 프로토콜)